# 陳正犖
陳正犖，香港金融界从业员，前香港新聞主播。
陳正犖畢業於九龍城民生書院及香港中文大學政治及行政學系，曾代表中大贏得2007年大專辯論賽冠軍及2007年決賽最佳辯論員。大學畢業後於2009年及2011年先後於now財經台及無綫新聞工作，並逐步晋升至無線新聞首席財經主播，2015年擔任翡翠台晚間新聞改革後的固定財經主播，並主持交易現場等即市節目。2016年起，為無綫財經台多個旗艦節目的首席主持，包括智富360、十點無綫財經及收市大檢閱等，因笑容親切、反應敏捷而深受歡迎。
2017年12月31日，首次主持《2017財經大事回顧》，接替原屬的主持人許健星。
2018年離開TVB後轉職花旗銀行財富管理業務高級投資策略師。